# Patricia Schäfer (Moderatorin)
Patricia Schäfer (* 14. Januar 1968 in Würzburg) ist eine deutsche Journalistin und Moderatorin.

## Biographie
Zum Journalismus kam Patricia Schäfer durch ein Praktikum bei einem privaten Radio-Sender in Würzburg, bei dem sie nach ihrem Abitur im Jahre 1987 von 1987 bis 1989 ein Volontariat absolvierte.
Von 1989 bis 1997 studierte sie an der Friedrich-Alexander-Universität Erlangen-Nürnberg und der Freien Universität Berlin Amerikanistik, Politikwissenschaft und Neuere Geschichte. Das Studienjahr 1991/92 verbrachte sie an der University of Massachusetts Amherst. Es folgte ein Auslandssemester in Rom 1994. Das Studium ermöglichte ihr, nebenbei beim Radio zu jobben, 1993 beim Inforadio in Berlin und bis 1995 beim Berliner Rundfunk. Hierbei konnte sie erste Moderationserfahrungen sammeln und gleichzeitig ihr Studium finanzieren.
Der Einstieg ins Fernsehgeschäft erfolgte durch ein Moderationen-Casting bei der Deutschen Welle (DW) 1996. Dort moderierte sie das Wetter sowie die täglichen Magazinsendungen Boulevard Deutschland und Boulevard Germany. Nach einem halben Jahr als Talkshow-Moderatorin der täglichen Diskussionssendung Berliner Ring beim Sender Freies Berlin (SFB), innerhalb dessen sie von Maybrit Illner (damals noch Chefin des Morgenmagazins) entdeckt wurde, wechselte sie schließlich zum ZDF-Morgenmagazin als deren Nachfolgerin.
Von Oktober 1998 bis September 2010 moderierte sie neben Cherno Jobatey, Wulf Schmiese oder Normen Odenthal die so genannte „Spätschiene“ (7–9 Uhr) der jeweiligen Ausgabe des ZDF-Morgenmagazins.
Von Anfang Juli 2009 bis Anfang August 2009 unternahm sie als „Missis.Sippi“ zusammen mit Volker Strübing eine Floßfahrt von St. Louis nach New Orleans. Die dreiteilige Dokumentation wurde erstmals im April 2010 auf 3sat und im Juni 2010 im ZDF gesendet.
Am 24. September 2010 moderierte Patricia Schäfer vorerst ein letztes Mal das Morgenmagazin im ZDF und arbeitete ab 1. November 2010 als Korrespondentin im ZDF-Auslandsstudio London. Seit 1. Februar 2016 ist sie Korrespondentin im ZDF-Landesstudio Bayern in München.